# Meoneura mongolica
Meoneura mongolica är en tvåvingeart som beskrevs av Papp 1976. Meoneura mongolica ingår i släktet Meoneura och familjen kadaverflugor.
Artens utbredningsområde är Mongoliet. Inga underarter finns listade i Catalogue of Life.